# Paul Ewe
Paul Ewe (* 8. Dezember 1933 in Düsseldorf; † 29. September 2021) war ein deutscher Fußballspieler.

## Karriere
Ewe begann 17-jährig beim VfL Benrath, einen Düsseldorfer Stadtteilverein, mit dem Fußballspielen und war dessen Spieler bis 1954. Mit 20 Jahren nahm ihn der in der Oberliga West spielende 1. FC Köln unter Vertrag. Für diesen bestritt er in der seinerzeit höchsten deutschen Spielklasse 17 Punktspiele, in denen er drei Tore erzielte. Sein Debüt gab er am 10. Oktober 1954 (10. Spieltag) beim 2:2-Unentschieden im Heimspiel gegen Borussia Dortmund. Sein erstes Oberligator erzielte er am 12. Dezember 1954 (14. Spieltag) beim 5:1-Sieg im Heimspiel gegen Borussia Mönchengladbach mit dem Treffer zum 1:0 in der 13. Minute. Zu den bekanntesten Mitspielern seinerzeit gehörten Hans Schäfer, Josef Röhrig und Georg Stollenwerk.
Anschließend, von 1955 bis 1957, gehörte er dem Ligakonkurrenten Schwarz-Weiß Essen an, für den er erst in der zweiten Saison vier Punktspiele bestritt. Seine einzigen beiden Tore erzielte er am 6. Januar 1957 (16. Spieltag) beim 2:2-Unentschieden im Auswärtsspiel gegen den VfL Bochum mit den Treffern zum 1:0 in der siebten und zum 2:0 in der 25. Minute. Mit dem Abstieg seines Vereins in die 2. Oberliga West verließ er den Verein.
Nach Brunssum in die Provinz Limburg gelangt, spielte er für den dort ansässigen niederländischen Zweitligisten SV Limburgia, bevor er sich innerhalb der Provinz nach Kerkrade veränderte und dort eine Saison lang für den dort beheimateten Ligakonkurrenten Roda JC Kerkrade agierte. Sein Verein stieg gemeinsam mit seinem ehemaligen Verein SV Limburgia ab; von 1963 bis 1965 – zu letzterem zurückgekehrt – spielte er nunmehr in der Tweede Divisie, der dritthöchsten Profiliga im niederländischen Fußball. Die letzten zehn Jahre seiner Spielerkarriere bestritt er in Nieuwenhagen für zwei unterklassige Vereine; sechs und drei Jahre lang für die Sportvereniging Nieuwenhagen und die Rooms Katholieke Sport Vereniging Sylvia. Am 3. Juni 1975 wurde ihm auf der Spielstätte der RKSV Sylvia, die mit der SVN die Fusion zum FC Landgraaf eingegangen ist, ein Abschiedsspiel bereitet.